# Фруктовая (станция)
Фрукто́вая — железнодорожная станция Рязанского направления Московской железной дороги в городском округе Луховицы Московской области. Прилегает к одноимённому посёлку Фруктовая этого городского округа.
Находится на линии в 153 км к юго-востоку от Москвы.
В зоне станции имеется запасной путь протяженностью 1,1 км, используемый для отстоя грузовых поездов с целью пропуска пассажирских поездов, следующих по расписанию.
Станция открыта для пассажирского потока и грузовой работы.

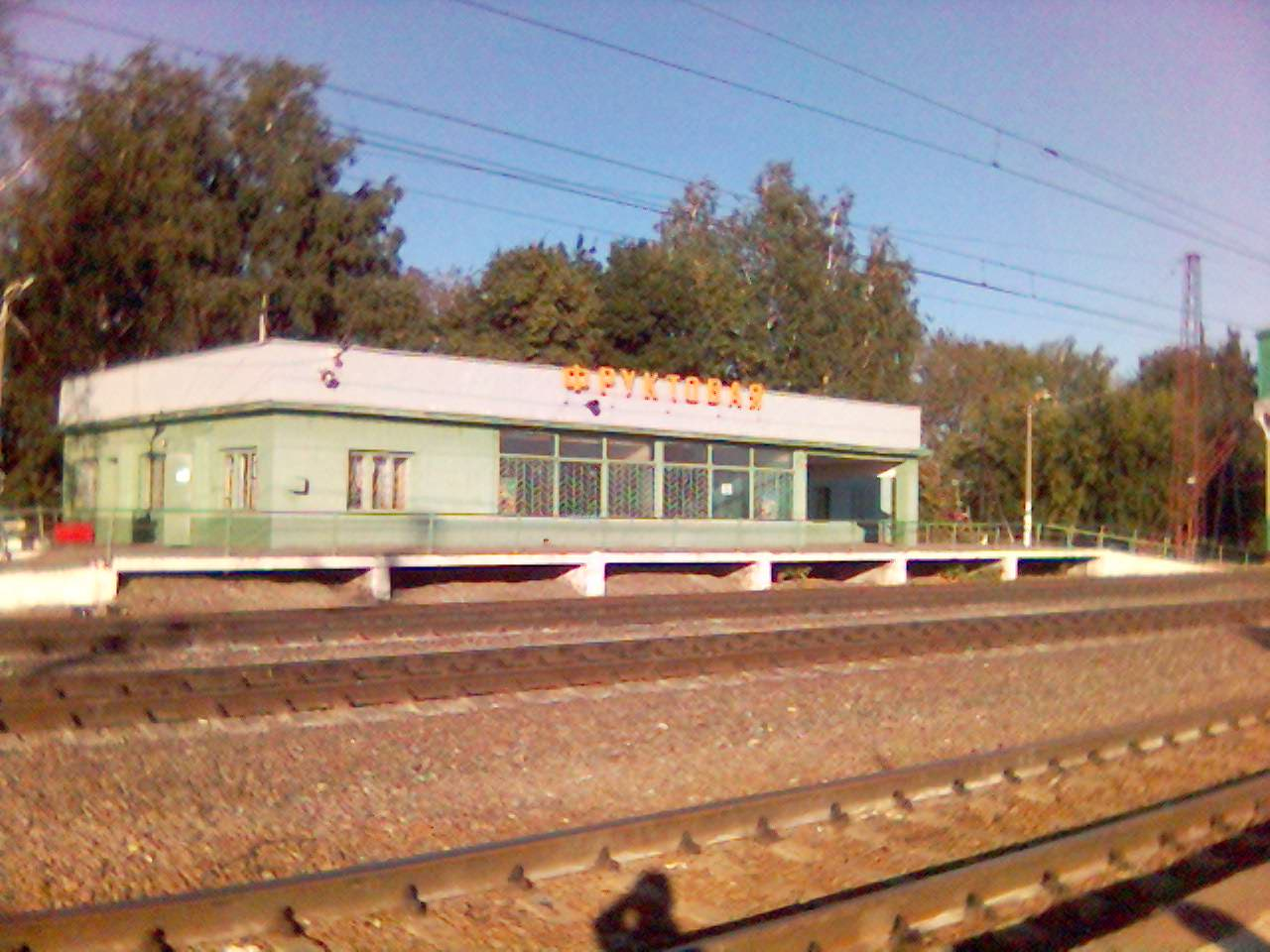
Вокзал станции